# Słomka, węgielek i groch
Słomka, węgielek i groch (Strohhalm, Kohle und Bohne) – baśń braci Grimm opublikowana w 1812 roku w ich zbiorze Baśni (tom 1, nr 18).

## Treść[1]
Pewna staruszka przygotowywała posiłek. Roznieciła w kominku ogień garścią słomy i wsypała garść grochu do garnka. Wtedy jedno z ziarenek grochu upadło na podłogę i potoczyło się obok słomki, która wypadła staruszce podczas rozpalania. Wkrótce obok nich wylądował żarzący się węgielek, który w ten sposób uniknął spalenia na popiół. Groch zaproponował nowym znajomym, że skoro całą ich trójka szczęśliwie uniknęła śmierci, powinny razem udać się w obce kraje, bo tu zawsze ich może nowe nieszczęście spotkać. Pozostali zaakceptowali jego pomysł i udali się wszyscy w świat. Po drodze natrafili na strumyk. Nie wiedzieli jak przejść na drugą stronę. Wówczas słomka zaproponowała, że położy się w poprzek, a towarzysze przejdą po niej. Kiedy tak zrobiła pierwszy ruszył węgielek. Okazał się, że wciąż się żarzył. Słomka zajęła się ogniem i przełamała wpół, tak, że oboje utonęli w wodzie. Groch, który przebywał na lądzie, zaczął się tak śmiać z tej przygody, że pękł. Na szczęście w pobliżu przechodził krawczyk, który zszył go czarną nicią ratując życie. Groch podziękował krawczykowi za ratunek. Baśń kończy się stwierdzeniem narratora, że od tej pory ziarenka grochu mają czarny szew.